# Río Baztan y Regata Artesiaga
Río Baztan y Regata Artesiaga este o arie protejată (arie specială de conservare — SAC, sit de importanță comunitară — SCI) din Spania întinsă pe o suprafață de 76,04 ha, integral pe uscat.

## Localizare
Centrul sitului Río Baztan y Regata Artesiaga este situat la coordonatele 43°08′30″N 1°35′16″W / 43.1417°N 1.5879°V.

## Înființare
Situl Río Baztan y Regata Artesiaga a fost declarat sit de importanță comunitară în martie 1999 pentru a proteja 12 specii de animale. Situl a fost protejat și ca arie specială de conservare în iunie 2014.

## Biodiversitate
Situată în ecoregiunea atlantică, aria protejată conține 4 habitate naturale: Păduri de stejar sau de stejar și carpen sub-atlantice și medio-europene de Carpinion betuli, Păduri aluvionare cu Alnus glutinosa și Fraxinus excelsior (Alno-Padion, Alnion incanae, Salicion albae), Râuri de munte și vegetația lor lemnoasă cu Salix elaeagnos, Râuri cu maluri nămoloase cu vegetație de Chenopodion rubri p.p. și Bidention p.p..
La baza desemnării sitului se află mai multe specii protejate:
- păsări (4): fluierar de munte (Actitis hypoleucos), pescăruș albastru (Alcedo atthis), stârc cenușiu (Ardea cinerea), mierla de apă (Cinclus cinclus)
- mamifere (3): Galemys pyrenaicus, vidră de râu (Lutra lutra), nurcă (Mustela lutreola)
- nevertebrate (2): Austropotamobius pallipes, Oxygastra curtisii
- pești (3): Cottus aturi, Parachondrostoma miegii, somonul (Salmo salar)

Pe lângă speciile protejate, pe teritoriul sitului au mai fost identificate 1 specie de pești.